# Rhaphuma aequalis
Rhaphuma aequalis är en skalbaggsart som beskrevs av Holzschuh 1991. Rhaphuma aequalis ingår i släktet Rhaphuma och familjen långhorningar. Inga underarter finns listade i Catalogue of Life.